# اکبال
اکبال (به انگلیسی: Achabal) در هند است که در Anantnag district واقع شده‌است.

## خصوصیات
اکبال ۵٬۸۳۵ نفر جمعیت دارد و ۱٬۹۳۶ متر بالاتر از سطح دریا واقع شده‌است.